# Pedro Cornejo de Pedrosa
Pedro Cornejo de Pedrosa, né en 1566 à Salamanque et mort dans cette même ville le 31 mars 1618, est un important théologien carme salmantain.

## Biographie
On raconte qu'il conquit son grade de maître en théologie dans une circonstance mémorable : Philippe III d'Espagne étant de passage à Salamanque, le corps professoral de l'université lui proposa d'assister à la soutenance d'une thèse, et ils choisirent Pedro Cornejo comme candidat, qui la défendit « avec un incomparable éclat ». Il devint ensuite professeur, et acquit rapidement une grande notoriété. Provincial de Castille et titulaire de la chaire de Durant (test 1617). Le pape Paul V qui l'avait en haute estime voulut à plusieurs reprises l'élever à l'épiscopat, mais le religieux carme ne voulut pas abandonner sa pauvreté évangélique. À la suite de sa mort prématurée, ses écrits furent édités par le soin de son couvent : Publici Salamanticensis Academiae cathedrarii diversarum materiarum quas in eodem gymnasio dictavit, 2 vols. (Pintia, 1628-1629; 2ème édition Bamberg 1671). Le vol. I contient les traités De scientia Dei, De praedestinatione, De Trinitate, De voluntario et involuntario; De actibus humanis; De bonitate et malitia; de conscientia. Le tome II contient le De incarnatione, De scientia Christi, De conceptione B.V. Mariae, De sacratissima eucharistia; De censuris; De matrimonio. Pedro Cornejo de Pedrosa laissa aussi une Histoire des guerres de Flandre, traduite de l’espagnol en français par Gabriel Chappuys (Lyon, 1578).

## Œuvres
- Publici Salamanticensis Academiae cathedrarii diversarum materiarum quas in eodem gymnasio dictavit, 2 vols. (Pintia, 1628-1629).